# Neo (magazin)
Neo (ネオ) kelet-ázsiai kultúrával foglalkozó havilap, melyet az Uncooked Media jelentet meg az Egyesült Királyságban és Írországban. A magazin a kelet-ázsiai szórakoztatóipar különböző válfajaira, így például az animékre és a mangákra, a hongkongi, a dél-koreai és a japán filmekre, illetve a japán könnyűzenére összpontosít.

## Áttekintés
A magazinban anime-, manga-, videójáték-, film- és könyvértékelések, a Sweatdrop Studios által vezetett havi rendszerességű mangarajzolási útmutató, valamint a kelet-ázsiai szórakoztatóiparban ismert személyekkel, így színészekkel vagy zenei előadókkal készített interjúkat tesznek közzé. A rajongói rovatot az olvasók által beküldött rajzok és vélemények, illetve egy cosplay-képgaléria teszi ki.

## Története
A magazin első lapszáma 2004 decemberében jelent meg. A Neo 2009-től lehetőséget ad a magazinban korábban feldolgozott animék értékelésére. 2016 szeptemberétől, a 153. lapszámtól kezdve a magazin nagyobb, A4-es méretben jelenik meg. Az új tűzőkapcsos formátumnak köszönhetően az újsághoz mellékelt poszterek nem különállóan, hanem magában a magazinban jelennek meg.

## Neo Awards
A Neo éves rendszerességgel rendez díjátadót az Egyesült-Királyságban megjelent kelet-ázsiai szórakoztatóipari termékek rangsorolására. A díjazottakat olvasó szavazással döntik el, mely 2007 óta kizárólag internetes felületen érhető el. A nyerteseket a London MCM Expo rendezvényen jelentik be.

### Díjazottak
| - Legjobb animefilm: Fullmetal Alchemist: Shamballa hódítója - legjobb animeforgalmazó: ADV Films - Legjobb animesorozat: Gungrave - Legjobb animeszereplő: Rock Lee (Naruto) - Legjobb ázsiai film: A gazdatest - Legjobb színész: Pak Szangmjon (Feleségem, a gengszter) - Legjobb színésznő: Gong Li (Az aranyvirág átka) - Legjobb ázsiaifilm-forgalmazó: Optimum - Legjobb manga: Death Note - Legjobb mangaszereplő: L (Death Note) - Legjobb mangaforgalmazó: Tokyopop - Legjobb ajándéktárgy-kereskedő: TokyoToys | - Legjobb franchise: Naruto - Legjobb anime: Code Geass - Legjobb animefilm: K-On! The Movie - Legjobb manga: Mobile Suit Gundam: The Origin - Legjobb ázsiai film: Incite Mill - Legjobb játék: Final Fantasy XIV: A Realm Reborn - Legjobb zenei előadó: The Gazette - Legjobb mangaforgalmazó: Viz Media - Legjobb animeforgalmazó: Manga Entertainment - Legjobb ázsiaifilm-forgalmazó: MVM Entertainment - Legjobb játékforgalmazó: Nintendo - Legjobb kereskedő: Amazon - Legjobb ajándéktárgy-kereskedő: AnimUK - Legjobb szakosodott cég: Japan Journeys | - Legjobb anime: Singeki no kjodzsin - Legjobb franchise: Naruto - Legjobb ázsiai film: The Raid 2 - Legjobb animefilm: Ókami kodomo no Ame to Juki - Legjobb manga: Singeki no kjodzsin - Legjobb játék: Hatsune Miku: Project DIVA F 2nd - Legjobb zenei előadó: Babymetal - Legjobb animeforgalmazó: Manga Entertainment - Legjobb játékforgalmazó: Nintendo - Legjobb szakosodott cég: Genki Gear - Legjobb ajándéktárgy-kereskedő: TokyoToys - Legjobb kereskedő: Amazon - Legjobb ázsiaifilm-forgalmazó: MVM Entertainment - Legjobb mangaforgalmazó: Viz Media |

| - Legjobb franchise: Singeki no kjodzsin - Legjobb zenei előadó: Babymetal - Legjobb animeforgalmazó: Manga Animatsu - Legjobb szakosodott cég: JPU Records - Legjobb anime: Tokyo Ghoul - Legjobb manga: Tokyo Ghoul - Legjobb kereskedő: Amazon - Legjobb játék: Final Fantasy XIV: Heavensward - Legjobb animefilm: Kaguja-hime no monogatari - Legjobb mangaforgalmazó: Viz Media - Legjobb ázsiai film: Kung Fu Killer - Legjobb játékforgalmazó: Nintendo - Legjobb ázsiaifilm-forgalmazó: StudioCanal - Legjobb ajándéktárgy-kereskedő: AnimUK | - Legjobb franchise: Pokémon - Legjobb animefilm: Kimi no na va. - Legjobb anime: Tokyo Ghoul √A - Legjobb ázsiai film: Vonat Busanba – Zombi expressz - Legjobb animeforgalmazó: Manga - Legjobb manga: Haikjú - Legjobb mangaforgalmazó: Viz Media - Legjobb játék: Final Fantasy XV - Legjobb ázsiaifilm-forgalmazó: Sony - Legjobb játékforgalmazó: Square Enix - Legjobb zenei előadó: B.A.P - Legjobb kereskedő: Amazon - Legjobb ajándéktárgy-kereskedő: TokyoToys - Legjobb szakosodott cég: JPU Records | - Legjobb franchise: Pokémon - Legjobb animefilm: Kimi no na va. - Legjobb anime: One Punch Man - Legjobb ázsiai film: We Are X - Legjobb animeforgalmazó: Manga - Legjobb manga: Tokyo Ghoul :Re - Legjobb mangaforgalmazó: Viz Media - Legjobb játék: The Legend of Zelda: Breath of the Wild - Legjobb ázsiaifilm-forgalmazó: Manga - Legjobb játékforgalmazó: Nintendo - Legjobb zenei előadó: X Japan - Legjobb kereskedő: Amazon - Legjobb animestreamelő szolgáltatás: Crunchyroll - Legjobb ajándéktárgy-kereskedő: TokyoToys - Legjobb újrabemutatott animeklasszikus: Fullmetal Alchemist: Testvériség - Legjobb szakosodott cég: JPU Records | - Legjobb franchise: Boku no Hero Academia - Legjobb animefilm: No Game No Life: Zero - Legjobb anime: Yuri on Ice - Legjobb ázsiai film: JoJo no kimjó na bóken: Diamond va kudakenai - Legjobb animeforgalmazó: Manga - Legjobb manga: Fullmetal Alchemist – Fullmetal Edition - Legjobb mangaforgalmazó: Viz Media - Legjobb játék: Pokémon Let's Go Pikachu! és Let's Go Evee! - Legjobb ázsiaifilm-forgalmazó: Eureka - Legjobb játékforgalmazó: Nintendo - Legjobb zenei előadó: Crossfaith - Legjobb kereskedő: Amazon - Legjobb animestreamelő szolgáltatás: Crunchyroll - Legjobb ajándéktárgy-kereskedő: AnimUK - Legjobb ázsiai élőszereplős újrakiadás: Rendőrsztori és Rendőrsztori 2. - Legjobb szakosodott cég: JPU Records | - Legjobb franchise: Pokémon - Legjobb animefilm (otthoni kiadás): Boku no Hero Academia: Futari no Hero - Legjobb animefilm (mozis): Dragon Ball Super: Broly - Legjobb anime: Castlevania - Legjobb streamelhető anime: Kimecu no jaiba - Legjobb anime-gyűjtői kiadás: Dragon Ball Z 30th Anniversary Collector’s Edition - Legjobb élőszereplős film: Alita: A harc angyala - Legjobb animeforgalmazó: Anime Limited - Legjobb manga: Diamond va kudakenai - Legjobb mangaforgalmazó: Viz Media - Legjobb játék: Super Smash Bros. Ultimate - Legjobb ázsiaifilm-forgalmazó: Sony Pictures - Legjobb játékforgalmazó: Nintendo - Legjobb zenei előadó: Band-Maid - Legjobb kereskedő: Amazon - Legjobb animestreamelő szolgáltatás: Crunchyroll - Legjobb ajándéktárgy-kereskedő: TokyoToys - Legjobb ázsiai élőszereplős újrakiadás: Godzilla: The Showa Era - Legjobb szakosodott cég: JPU Records |